# 心纏い
心纏い（こころまとい）とは、愛知県名古屋市中区若宮を拠点に活動する「どまつりチーム」。
毎年8月に愛知県名古屋市で開催される「にっぽんど真ん中祭り」を中心に、全国のお祭りでの演舞披露や企業イベントに出演するなど幅広く活動している。

## 概要
名称
心纏い
よみ
こころまとい／KOKOROMATOI
活動拠点
愛知県名古屋市中区若宮
活動内容
どまつり鳴子踊りチーム
代表
加藤千久磨
スタッフ
10名
在籍人数
90名 (東海圏 85名、関東 5名）

## 歴史
2004年
チーム発足
代表・馬場勇樹、副代表・田島正朋 就任
2005年
演舞曲「夢祭り」発表
2006年
演舞曲「夢鼓み～夢掛ける空・大地～」発表
作曲家・佐乃健介 起用
2007年
演舞曲「心拍子～心に響くは～」発表
歌唱・中井マデーラ綾子 起用
スタッフ5名
2008年
演舞曲「一心～心重ねて～」発表
アルバム「一心／心纏い」発表
2009年
演舞曲「重なる心・七つの想い」発表
アルバム「重なる心、七つの想い」発表
2010年
演舞曲「心躍る」発表
代表・馬場勇樹、副代表・伊藤公智 就任
スタッフ7名
2011年
演舞曲「心響かせ」発表
歌唱・春香 起用
2012年
演舞曲「喝采」発表
代表・宮田敦史、副代表・馬場勇樹 就任
心纏い保存会発足
保存会会頭・田島正朋 就任
アルバム「喝采」発表
2013年
演舞曲「心奮わす 夢興し」発表
2014年
演舞曲「豪く凛々しく勇ましく」発表
2015年
演舞曲「今、出で発ちの時」発表
10周年記念公演「そこはか」開催
代表・宮田敦史、副代表・小林英樹 就任
歌唱・綾香 起用
2016年
演舞曲「威風堂々」発表
代表・宮田敦史、副代表・小林英樹、奥村峻平 就任
2017年
演舞曲「まつりばやし」発表
代表・牧司、副代表・尾井田将年 就任
スタッフ10名
参照

## 受賞・イベント招聘歴
受賞歴
| 2016 | 第18回 にっぽんど真ん中祭り | セミファイナル出場 奨励賞     |
| 2015 | 第17回 にっぽんど真ん中祭り | セミファイナル出場 奨励賞     |
| 2014 | 第16回 にっぽんど真ん中祭り | セミファイナル出場 奨励賞     |
| 2013 | 第15回 にっぽんど真ん中祭り | セミファイナル出場 奨励賞     |
| 2012 | 第14回 にっぽんど真ん中祭り | ファイナル出場 優秀賞         |
| 2012 | 第13回 こいや祭り           | せんちゅうぱる北広場会場賞    |
| 2011 | 第13回 にっぽんど真ん中祭り | ファイナル出場 第9位          |
| 2010 | 第12回 にっぽんど真ん中祭り | ファイナル出場 第8位          |
| 2010 | 第7回 犬山踊芸祭            | 犬山市長賞 １位               |
| 2009 | 第11回 にっぽんど真ん中祭り | ファイナル出場 第5位          |
| 2009 | 第6回 犬山踊芸祭            | 愛知県議会議員賞 2位          |
| 2008 | 第9回 浜松がんこ祭り        | ヤイ賞                        |
| 2008 | 第10回 にっぽんど真ん中祭り | 奨励賞                        |
| 2008 | 第5回 犬山踊芸祭            | 犬山商工会議所会頭賞 3位      |
| 2007 | 第9回 にっぽんど真ん中祭り  | ファイナル出場 準どまつり大賞 |
| 2007 | 第54回 安城七夕祭り         | 大賞                          |
| 2007 | 第1回 天王祭り              | 準大賞                        |

イベント招聘歴
| 2011 | 石川県         | 第12回 YOSAKOIソーラン日本海 ゲスト出演        |
| 2010 | 石川県         | 第11回 YOSAKOIソーラン日本海 ゲスト出演        |
| 2010 | 名古屋市       | 劇場版どまつり 2010 Premium Stage出場          |
| 2009 | 中国・呉江     | 中国呉江貿易懇談会                             |
| 2009 | 石川県         | 第10回 YOSAKOIソーラン日本海 ゲスト出演        |
| 2009 | 兵庫県         | KOBE ALIVE ゲスト出演                          |
| 2008 | 長崎県・佐世保 | 第11回 佐世保よさこい ゲスト出演               |
| 2008 | 石川県         | 第9回 YOSAKOIソーラン日本海 ゲスト出演         |
| 2008 | 名古屋市       | TOYOTA全国懇親会イベントにてゲスト出演         |
| 2008 | 名古屋市       | 劇場版どまつり 2008 Premium Stage出場          |
| 2007 | 中国・蘇州     | 蘇州上海蟹解禁文化祭に日本代表として招待演舞   |
| 2006 | 名古屋市       | 第8回 にっぽんど真ん中祭り 裏ファイナル出場    |
| 2006 | メーテレ       | 取材「アミ18歳夏物語」放送（ドキュメント番組） |

出典

## 衣装
制作・協力：中野屋染工場　心纏いクリエイティブ　心纏い衣装班

## 道具
鳴子（なるこ）

扇子（せんす）

鼓（つづみ）

太鼓（たいこ）

山車（だし）

手持ち提灯（てもちちょうちん）
提灯の起源は室町時代まで遡ります。
「提」は手にさげるという意味で、携行できる灯りを意味しており、懐中電灯のような役割を果たし、内部に蝋燭を点して持ち歩き周囲を照らしていました。
心纏いでは2011-2013 年演舞曲「心響かせ」「喝采」「心奮わす、夢興し」
そして今年の2016 年度の作品「威風堂々」でも踊り子の先頭に立ち、演舞しています。
提灯がもつ意味を「踊り子、お客様等を灯すもの」としており、そのこだわりのひとつとして提灯に描かれている「心纏」の文字で周りを灯せるよう、提灯ならではの振りにもこだわっています。

でか提灯（通称でかちょー）
初めて登場したのは2012年の演舞曲「喝采」
例年５月に若宮八幡社で行われる若宮まつりの夜に山車を彩る数多の提灯をモチーフとしています。
祭りの情景を表現する大道具でありながらも、踊り子が振る力強さや勇ましさを表現できる小道具としての要素を併せ持つ心纏いにしかないオリジナルの大道具であり、提灯が自然と揺らめく余韻がお祭りの高揚感や華やかさ、趣深さを演出しています。

でかちょーを飾る16個の紅白提灯
6本あるでかちょーは各々紅白提灯の配置でそれぞれ名称が異なり「赤山」「白山」「赤川」「白川」「赤滝」「白滝」の6種類あります。
提灯に描かれている心の文字の的（まと）を矢が射ているデザイン「心的射（こころまとい）」と「心纏い」でかけています。

大団扇（おおうちわ）
今年の2016 年度の作品「威風堂々」で初めての登場「大団扇」
その大きさは長さ2ｍ、幅120ｃｍ、臙脂色、深緑色の2 枚の団扇が登場します。
デザインは「纏」の文字と心纏いではおなじみの綱。綱は若宮八幡社の山車「福禄寿車」を曳くための綱。
女隊の腰布など、心纏いの衣装や道具のデザインやモチーフとして幅広く使われています。
大団扇は心纏いの地元・若宮が誇る「若宮まつり」で綱頭と呼ばれる山車を先導する人が持ちます。
山車の練り歩き、担ぎ上げる際に漢衆をその団扇で煽り気合を注ぎ入れます。
今回の作品でも冒頭で漢衆を大団扇で煽る場面があります。

## ディスコグラフィ

### オリジナルアルバム
| 枚  | リリース日     | タイトル             | 曲数   | 販売生産番号                       | 規格 |
| --- | -------------- | -------------------- | ------ | ---------------------------------- | ---- |
| 1st | 2008年10月09日 | 一心／心纏い         | 全７曲 | KICSCD-081009                      | CD   |
| 2nd | 2009年09月05日 | 重なる心、七つの想い | 全７曲 | KICSCD-090905                      | CD   |
| 3rd | 2012年10月27日 | 喝采                 | 全８曲 | KICSCD-121027                      | CD   |
| 4th | 2008年10月29日 | 今、出で発ちの時     | 全３曲 | KICSCD-150517 （配布版）（通常版） | CD   |

| 配信日         | タイトル             | 曲数   | 販売生産番号  | 配信先    |
| -------------- | -------------------- | ------ | ------------- | --------- |
| 2008年10月09日 | 一心／心纏い         | 全７曲 | KICSCD-081009 | iTunes 他 |
| 2009年09月05日 | 重なる心、七つの想い | 全７曲 | KICSCD-090905 | iTunes 他 |
| 2012年10月27日 | 喝采                 | 全８曲 | KICSCD-121027 | iTunes 他 |

## 年間スケジュール
１月　どまつり合宿参加　総会
　２月　地域イベント参加
　３月　浜松がんこ祭り参加　AICHITOYOTA店舗イベント
　４月　新入生、新社会人歓迎会　
　５月　若宮まつりプレイベント「わいわい若宮」開催　若宮まつり試楽祭・例祭
　６月　犬山踊芸祭参加　新曲体験会開催
　７月　大曽根七夕まつり参加
　８月　瑞浪七夕まつり　YOSAKOIソーラン日本海　にっぽんど真ん中祭り参加
　９月　どまつりin信州駒ケ根おいでなんしょ祭　鳴海ここよい祭り参加
１０月　安濃津よさこい参加
１１月　東海秋祭り参加
１２が　瑞浪バサラカーニバル参加